# Palais de Jelgava
Pour les articles homonymes, voir Mittau (homonymie).
Le palais de Jelgava ou de Mitau est l'ancien palais des ducs de Courlande, situé sur la rive gauche de la rivière Lielupe à Jelgava, ancienne capitale de leur duché sous le nom de Mitau. Comme leur palais d'été situé à Rundale (anciennement Ruhenthal), il a pour architecte Rastrelli.

## Histoire
Un château a été édifié en 1263 par les chevaliers de l'Ordre livonien occupant alors le Zemgale et la Courlande. Il est détruit par les Polonais en 1345. Lorsque Jelgava devient la capitale du duché de Courlande en 1561, un nouvel édifice est construit sur l'emplacement de l'ancien. 
Le duché ainsi que sa capitale passent sous contrôle russe et Ernst Johann von Biron duc de Courlande confiera les plans de son nouveau palais à Bartolomeo Rastrelli, en 1738. La construction est interrompue pendant la disgrâce de Biron qui est contraint à l'exil en 1740. Elle ne reprend qu'en 1763 à son retour. L'architecte danois Severin Jensen poursuit l'œuvre de Rastrelli, dans un style plus classique et le palais est terminé en 1772.
Il abrite en 1779 le célèbre aventurier Cagliostro, invité par le dernier duc de Courlande, Pierre de Biron. Après l'annexion de la Courlande par la Russie impériale en 1795, le palais abrite la famille royale de France en exil invitée à venir s'y réfugier en 1797. Elle y demeure jusqu'en 1801, puis entre 1804 et 1807, autour du comte de Provence, futur Louis XVIII et de sa suite. Madame Royale y épouse le duc d'Angoulême son cousin en 1799.

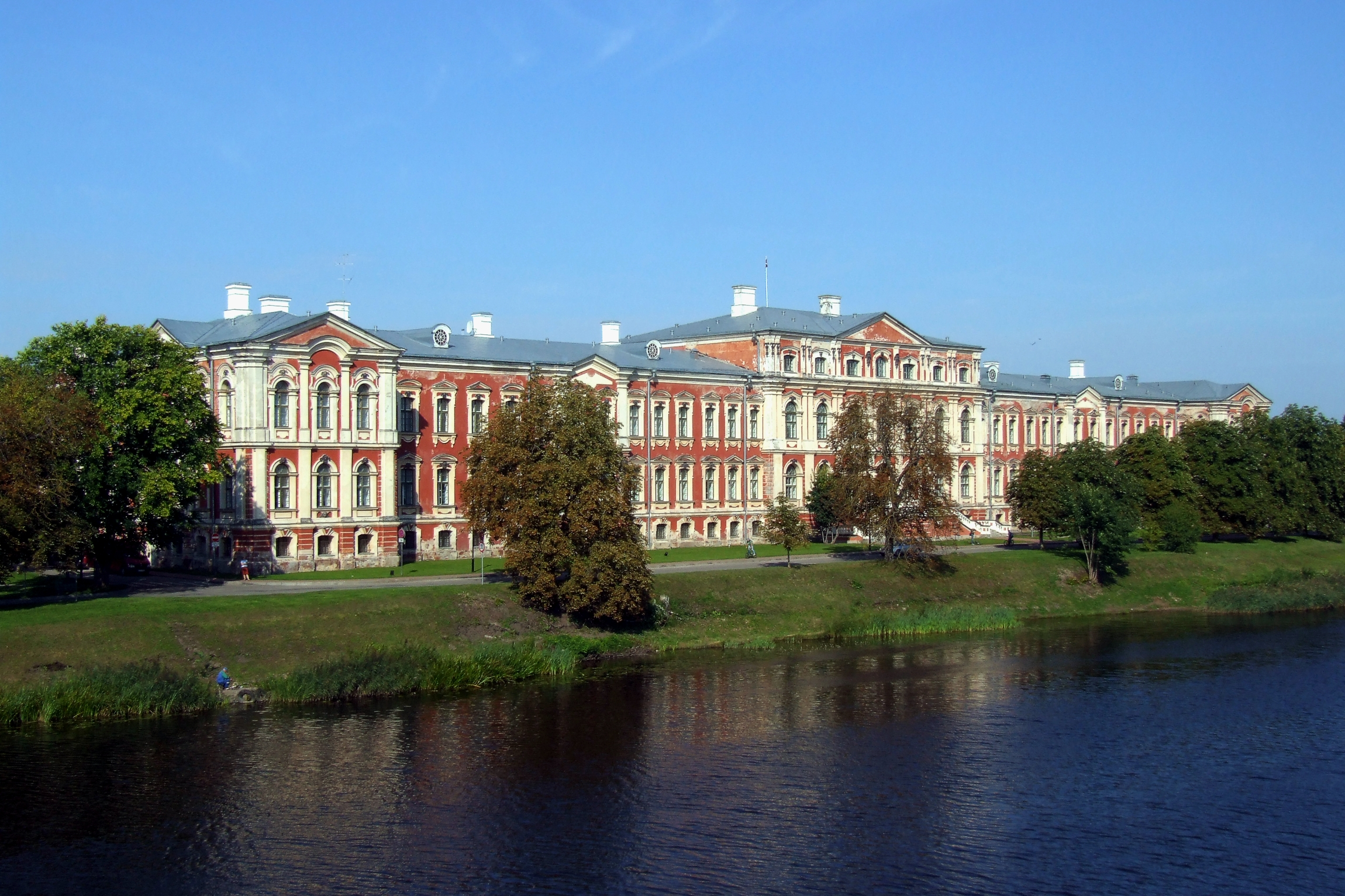
Vue du palais en été.

Le palais est endommagé en 1918 pendant la guerre civile russe et l'intérieur est incendié. Sous la République de Lettonie, entre les deux guerres, il abrite l'académie d'agriculture. Sous le feu des combats en 1944 entre Soviétiques et soldats de la Wehrmacht, il est endommagé et ne commence à être restauré par les autorités de la république socialiste soviétique de Lettonie qu'entre 1956 et 1964.
Les travaux de restauration continuent toujours aujourd'hui et des donateurs du monde entier, spécialement allemands, continuent à aider à sa réhabilitation. De nos jours, les bâtiments abritent une partie des locaux de l'université de Lettonie.